# Astyanax brachypterygium
Astyanax brachypterygium es una especie de pez de la familia Characidae en el orden de los Characiformes.

## Morfología
Los machos pueden llegar alcanzar los 6,3 cm de longitud total.
- Número de  vértebras: 34-36.[1]

## Hábitat
Vive en áreas de alta altitud.

## Distribución geográfica
Se encuentran en Sudamérica: cuencas de los ríos  Uruguay y  Jacuí.